# Björnö, Värmdö
För andra betydelser, se Björnö.

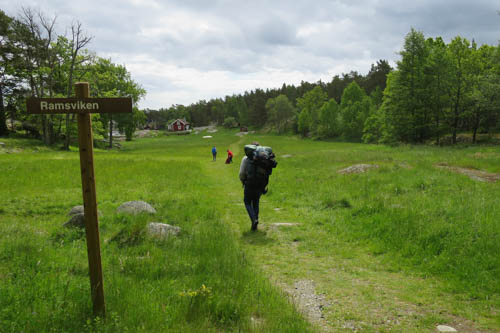
Ängslandskap på Björnö

Björnö är en halvö öster om Ingarö i Värmdö kommun. Området innehåller Björnö naturreservat.

## Historia
Björnö har varit bebott sedan 1600-talet och i början på 1700-talet fanns här fyra torp under gården Björnö på Ingarö. I slutet av 1800-talet köptes Björnö tillsammans med andra delar av Svartlösa härad av Knut Wallenberg. 1981 köpte Skärgårdsstiftelsen Björnö av Wallenbergfamiljens fastighetsbolag Stockholm-Saltsjön och två år senare blev området naturreservat.

## Natur
En av de första åtgärderna som Skärgårdsstiftelsen vidtog efter övertagandet var att börja återställa de igenväxta beteshagarna och ängsmarkerna. För detta byggdes Småängsgården upp vid Småängsviken.
Björnö har blivit ett populärt utflyktsmål på grund av den fina sandstranden vid Torpesand och badklipporna längst öns södra kust. Dessutom går området att nå med bil. Även lägerverksamhet bedrivs på Björnö av bland annat sjöscouterna.